# Дихавичюс, Римантас
Ри́мантас Диха́вичюс (лит. Rimantas Dichavičius) (1 марта 1937 года) — советский и литовский фотограф, известный работами в жанре «ню». Заслуженный деятель искусств Литовской ССР (1987), Заслуженный деятель искусств Северной Осетии-Алании (2005), лауреат Премии Правительства Литвы в области культуры и искусства (2003), член международного союза фотохудожников FIAP (имеет звание AFIAP), член союза журналистов, почётный член союза фотохудожников Литвы. 

## Биография
Родился в 1937 году. В детстве вместе с родителями был выслан в Сибирь. В 1963 году окончил Художественный институт Литовской ССР.
Занимался оформлением книг и журналов, создавал плакаты и рекламную графику, оформил и проиллюстрировал более 200 изданий. Сотрудничал с различными издательствами и редакциями, преподавал.
В 1987 году вышел авторский альбом Дихавичюса «Цветы среди цветов», который демонстрировался на международной книжной ярмарке в Москве. Фотоальбом стал первым изданием в жанре «ню», которое официально вышло в СССР. Первоначально выпущен тиражом 5000 экземпляров, а затем переиздавался четыре раза. Из фотографий, вошедших в альбомы, была организована выставка, которая открылась в Центральном доме журналиста. Ежедневно выставку посещало более 20 тысяч человек.
Издал монографии о творчестве литовских художников Шарунасе Сауке и Антанасе Кмеляускасе. Издаёт международный журнал «Baltic art», посвящённый современному изобразительному искусству Прибалтики, а также календарь «Талантом и сердцем», посвящённый художникам Литвы.
В 2005 году совместно с А. Варанкой издал фотоальбом «Северная Осетия-Алания», после чего оба автора были награждены званием «заслуженный деятель искусств Северной Осетии-Алании».
Провёл персональные выставки во многих городах бывшего Советского Союза, а также в Париже, Чикаго, Лос-Анджелесе, Праге, Варшаве и других. Фотографии Римантаса Дихавичюса находятся в национальных музеях и галереях Вильнюса, Каунаса, Шяуляя, Иерусалима, Парижа, Лозанны, Оксфорда.

## Выставки
- 1989 — «Цветы среди цветов», Центральный дом журналиста
- 2004 — «Гимн молодости», Киев, галерея «L-ART»[3]

## Награды
- Офицер ордена Великого князя Литовского Гядиминаса (18 января 2007 года)[4]
- Командор ордена «За заслуги перед Литвой» (2016 год)
- Орден Белой звезды 5 класса (30 сентября 2004 года, Эстония)[5]
- Заслуженный деятель искусств Литовской ССР (1987 год)
- Заслуженный деятель искусств Северной Осетии-Алании (2005 год)
- Премия Правительства Литвы в области культуры и искусства (2003 год)